# Amblypomacentrus breviceps
Amblypomacentrus breviceps là một loài cá biển thuộc chi Amblypomacentrus trong họ Cá thia. Loài này được mô tả lần đầu tiên vào năm 1839.

## Từ nguyên
Từ định danh được ghép bởi 2 âm tiết trong tiếng Latinh: brevis ("ngắn") và ceps ("đầu"), hàm ý đề cập đến phần đầu và mõm rất ngắn ở loài này.

## Phạm vi phân bố và môi trường sống
A. breviceps được ghi nhận ở phần lớn khu vực Tam giác San Hô, phía nam trải dài đến bờ biển đông bắc Queensland (Úc) và rạn san hô Ashmore.
A. breviceps sống gần những rạn san hô ngoài khơi và trong các đầm phá, nơi có nền đáy bùn, cát hoặc bọt biển, ở độ sâu khoảng từ 2 đến ít nhất là 35 m.

## Mô tả

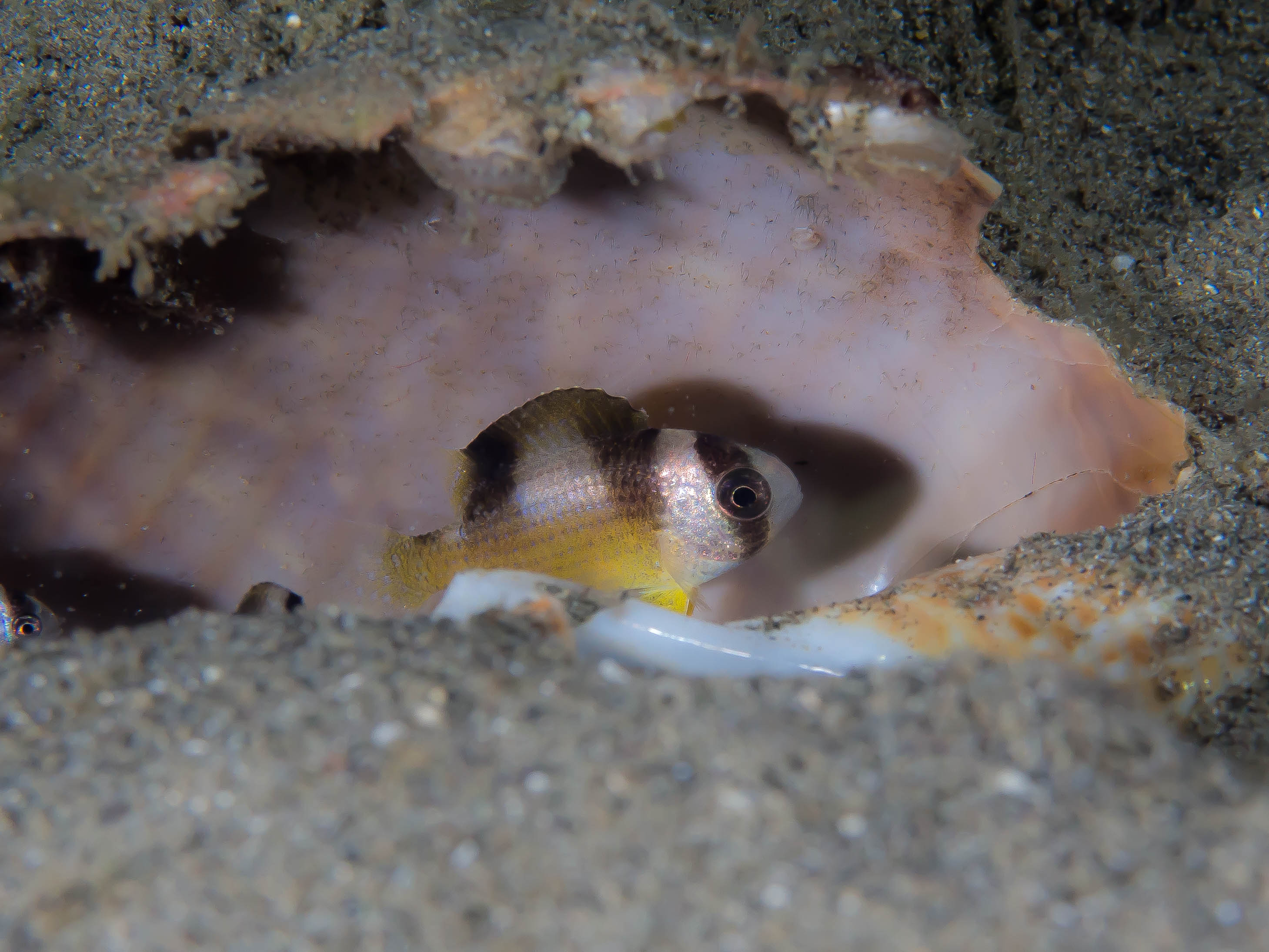
Cá con trong một vỏ ốc

A. breviceps có chiều dài cơ thể tối đa được ghi nhận là 8,5 cm. Cơ thể có màu trắng xám ánh bạc, đôi khi có các mảng màu vàng nâu trên thân. Có một dải nâu sẫm băng qua mắt và hai vệt sọc cùng màu nằm trên thân (nhưng không kéo dài xuống vây hậu môn và vây bụng). Vây lưng có dải viền sẫm ở rìa. Hai bên thân thường có những hàng chấm màu xanh lam óng. Cá con có màu vàng ở bụng, bao gồm cả vây hậu môn và vây bụng.
Số gai ở vây lưng: 13; Số tia vây ở vây lưng: 10–12; Số gai ở vây hậu môn: 2; Số tia vây ở vây hậu môn: 11–13; Số tia vây ở vây ngực: 16–17; Số lược mang: 20–23.

## Sinh thái học
Thức ăn của A. breviceps có lẽ là các sinh vật phù du và tảo. Chúng sống đơn độc hoặc hợp thành từng nhóm nhỏ, hay làm tổ trong vỏ sò và các chai bỏ đi. Cá con thường sống gần các cụm hải quỳ. Cá đực có tập tính bảo vệ và chăm sóc trứng.

## Thương mại
A. breviceps đôi khi cũng được khai thác trong ngành thương mại cá cảnh.